# Xerografi
Xerografi (af græsk xeros, 'tør', og grafos, 'skrift') er en reproduktionsmetode, hvor trykformen oplades med negativ elektricitet og belyses gennem det, som skal gengives. Denne opladning bliver kun på de ubelyste steder, herefter sprøjtes et farvepulver henover trykformen. Farvepulveret tiltrækkes alene af de opladede steder. Det herefter fremkomne billede kan overføres til papir.
Xerografi har siden 1959 været udnyttet i fotokopimaskiner. Xerografi har givet navn til virksomheden Xerox.